# Trochosphaera solstitialis
Trochosphaera solstitialis är en hjuldjursart som beskrevs av Thorpe 1893. Trochosphaera solstitialis ingår i släktet Trochosphaera och familjen Trochosphaeridae. Inga underarter finns listade i Catalogue of Life.